# 代巴-里维耶尔多普拉
代巴-里维耶尔多普拉（法語：Débats-Rivière-d'Orpra）是法国卢瓦尔省的一个市镇，属于蒙布里松区和利尼翁河畔博安县（Boën-sur-Lignon）。该市镇总面积3.41平方公里，2009年时的人口为157人。

## 人口
代巴-里维耶尔多普拉人口变化图示